# Slipsekæde
En slipsekæde er et smykke til at kontrollere et slips. Lidt ligesom en slipseklemme bruges den til at holde et slips fast til skjortebrystet, således at slipses hænger lige. Det er en type accessories som består af to dele; en solid klemme og en tynd kæde, der ofte er fremstillet af guld eller sølv. Klemme sættes fast på en knap eller stolpen på skjortebrystet, og når den bruges korrekt er den helt dækket af slipset. Kæden går rundt foran slipset og holdet det på plads.